# Casa Pey
La Casa Pey o Casa Pei és un conjunt del municipi de la Vall de Boí (Alta Ribagorça) format per un edifici principal i altres. L'edifici principal està protegit com a bé cultural d'interès local, mentre que el conjunt del Cobert, paller i era de Casa Pey forma part de l'Inventari del Patrimoni Arquitectònic de Catalunya.

## Casa
La casa, protegida com a bé cultural d'interés local, és una unitat agropecuària familiar organitzada linealment, resseguint el carrer del Raval i deixant al costat sud l'espai suficient per posar-hi horts; a l'extrem est, una era, encara pavimentada. Està constituïda per un edifici d'habitatge, de forma complexa, i coberta, amb forma d'"L". Els afegits de la façana nord han desfigurat la imatge original. A continuació hi ha un cos d'extensió de l'habitatge, amb accés propi i una interessant galeria de fusta sobre un arc apuntat, de pedra, a la façana sud.
Després d'aquest cos n'hi ha dos destinats a paller i corts amb una façana de testa que té la porta d'accés a dites corts i una balconada de fusta al pis. Tanca el conjunt un cobert de construcció molt senzilla amb coberta de pendent únic. És de gran interès i ocupa una posició privilegiada a la façana sud del poble. L'aspecte actual de la façana que dona al carrer del Raval és degut a una reforma posterior a l'any 1922.

## Cobert, paller i era
El cobert, paller i era de Casa Pey és una obra del municipi de la Vall de Boí (Alta Ribagorça) inclosa en l'Inventari del Patrimoni Arquitectònic de Catalunya. És una interessant agrupació d'edificis auxiliars de caràcter agrícola, pertanyents a Casa Pey del C. Raval 25, amb l'era, que conserva el paviment de pedra i el cobert situats al costat nord del C. De la Muralla i el paller i estable al costat sud, units per un pont sobre el carrer.
L'edifici del paller i estable és de planta irregular, amb l'estable a la planta baixa, actualment usat com a estable de cavalls i el paller al pis, amb una entrada a nivell pel carrer Muralla. Cal destacar la interessant façana del carrer del Raval i l'estructura del paller, amb pilars de pedra i entramat de coberta de fusta. El cobert té una única planta de forma trapezoïdal coberta a tres vessants i està obert a l'era.